# Foxie Foxtrot
Foxie Foxtrot ist ein Schlager der niederländischen Band Nico Haak en de Paniekzaaiers aus dem Jahr 1975. Im deutschsprachigen Raum erlangte das Lied im Folgejahr als Schmidtchen Schleicher Bekanntheit.

## Hintergrund
Das Lied wurde gemeinsam von Jan Eland, Nico Haak und Peter Koelewijn getextet beziehungsweise komponiert. Koelewijn zeichnete darüber hinaus für die Produktion verantwortlich. Die Erstveröffentlichung erfolgte im April 1975 als Single bei Fontana Records (Katalognummer: 6013 064). Diese erfolgte als 7″-Single mit der B-Seite Als mijn vader en mijn moeder naar de markt toe gaan. Im gleichen Jahr erschien das Lied als Teil des Best-of-Albums De beste van.
Im Folgejahr erschien das Lied in einer deutschsprachigen Version mit dem Titel Schmidtchen Schleicher, mit einem deutschsprachigen Text von Hans Scheibner (unter dem Pseudonym Karl Adolf Klatte). Die Produktion erfolgte erneut durch Koelewijn. Diese Version erschien erstmals im Januar 1976 als Single mit der B-Seite Die Ukulele. Im gleichen Jahr erschien das Lied als Teil des Albums Nico Haak präsentiert: Schmidtchen Schleicher. Am 19. Juni 1976 interpretierte Nico Haak den Titel in der 67. Ausgabe der ZDF-Sendung Disco.

## Charts und Chartplatzierungen
| ChartsChartplatzierungen  | Höchstplatzierung | Wochen/ Monate |
| ------------------------- | ----------------- | -------------- |
| Deutschland (GfK)         | 4 (33 Wo.)        | 33 Wo.         |
| Niederlande (Media Markt) | 4 (9 Wo.)         | 9 Wo.          |
| Österreich (Ö3)           | 16 (3 Mt.)        | 3 Mt.          |
| Schweiz (IFPI)            | 4 (13 Wo.)        | 13 Wo.         |

| ChartsJahrescharts (1976) | Platzierung |
| ------------------------- | ----------- |
| Deutschland (GfK)         | 3           |